# Джуйбар
Джуйба́р (перс. جویبار‎) — город на севере Ирана, в провинции Мазендеран. Расположен в 13 километрах от южного побережья Каспийского моря. Административный центр шахрестана Джуйбар. Население — 28900 человек (2006).